# Apotolamprus vadoni
Apotolamprus vadoni là một loài bọ cánh cứng trong họ Bọ hung (Scarabaeidae).